# Trzebania
Trzebania – wieś w Polsce położona w województwie wielkopolskim, w powiecie leszczyńskim, w gminie Osieczna.
W Trzebani znajduje się Zakład Zagospodarowania Odpadów, będący jednym z najnowocześniejszych w Polsce.
W latach 1975–1998 miejscowość administracyjnie należała do województwa leszczyńskiego.
W pobliżu Trzebani, w wąskim pasie zadrzewienia śródpolnego, rośnie jeden z najokazalszych w kraju głogów – to głóg jednoszyjkowy, okaz o obwodzie 226 cm (w 2015), będący w bardzo złym stanie zdrowotnym.